# Mecklenburgska ätten
Mecklenburgska ätten är en nordtysk ätt som sedan medeltiden och fram till 1918 var fursteätt i Mecklenburg, ett tyskt furstendöme som var beläget mellan de båda floderna Elbe och Oder. Ätten härstammar från furst Niklot av obotriterna och ansågs 1918 vara Tysklands äldsta, ännu regerande fursteätt. År 1318 upphöjdes furst Albrekt II av Mecklenburg av kejsar Karl IV till hertig av Mecklenburg och vid Wienkongressen 1815 upphöjdes dåvarande hertigen Fredrik Frans I av Mecklenburg-Schwerin till storhertig, en titel som behölls fram till monarkins fall 1918.

## Huset Mecklenburg-Schwerin, efter monarkins fall
- Fredrik Frans IV 1918–1945
- Arvstorhertig Fredrik Frans (V) 1945–2001

Den fram till 1918 regerande grenen Mecklenburg-Schwerin utslocknade år 2001 med arvstorhertig Fredrik Frans (V).

## Huset Mecklenburg-Strelitz, efter monarkins fall
Linjen Mecklenburg-Strelitz fortlever; det sista överhuvudet för ätten Mecklenburg-Strelitz är också huvudman för obotriterna och hela Mecklenbeurgska ätten.
Huvudmän för ätten idag (2013) är hertig Borwin, född 1956, och hans båda söner Georg Alexander född 1991 och Carl Michael född 1994, samt Borwins barnlöse farbror Carl Gregor född 1933.

## Mecklenburgska ätten i Sverige
Mecklenburgska ätten bestod i Sverige endast av en regent, Albrekt av Mecklenburg (kung av Sverige 1363–1389) och hans barn. Albrekt avsattes efter ett slag utanför Falköping av drottning Margareta. Där hölls han sedan fängslad en tid och ska ha tvingats gå klädd i en lång narrkåpa. Tillbaka i Tyskland fortsatte han sedan regera som hertig av Mecklenburg-Schwerin (1384–1412).
I Sverige lever en senare inkommen friherrlig gren vilken stavar sitt namn von Mecklenburg. Denna gren är inte introducerad på Svenska Riddarhuset. 